# Gibson (Wisconsin)
Gibson – miasto w Stanach Zjednoczonych, w stanie Wisconsin, w hrabstwie Manitowoc.